# Miguel Samudio
Miguel Ángel Ramón Samudio (Capiatá, 24 agosto 1986) è un calciatore paraguaiano, difensore del Tacuary.

## Carriera

### Club
Dopo aver debuttato in patria nel 2007 con la maglia del Sol de América, con cui conta 27 presenze e 2 reti, nel 2008 si trasferisce al Libertad, in cui milita per sei anni. Dopo una breve parentesi in prestito al Cruzeiro, in Brasile, nel 2015 si trasferisce in Messico, all'América e, nel 2018, al Querétaro.

### Nazionale
Nel 2009 debutta con la nazionale paraguaiana.
Viene convocato per la Copa América Centenario del 2016.

## Palmarès

### Club

#### Competizioni internazionali
- CONCACAF Champions League: 1

América: 2015-2016

#### Competizioni nazionali
- Supercopa Uruguaya: 2

Liverpool Montevideo: 2023, 2024
- Campionato uruguaiano: 1

Liverpool Montevideo: 2023